# Nanodea
Nanodea es un género con una especies de plantas de flores perteneciente a la familia Santalaceae. 

## Especies seleccionadas
- Nanodea muscosa